# Gunnard Landers
Pour les articles homonymes, voir Landers (homonymie).
Gunnard Landers, né en 1944 à Tomahawk (Wisconsin), est un écrivain américain, auteur de roman policier.

## Biographie
Il suit les cours de l'université du Wisconsin à Madison et sort diplômé en économie. Il intègre la 82e division aéroportée de l'armée de terre des États-Unis et prend part à la guerre du Viêt Nam. De retour aux États-Unis en 1970, il travaille pour l'État du Wisconsin comme analyste financier et contrôleur bancaire. Il devient ensuite propriétaire d'un ranch et s'occupe de l'élevage de chevaux.
Il publie en 1979 un premier roman noir, The Hunting Shack, qui narre la partie de chasse de six amis d'enfance dans les montagnes du Wisconsin. Ce livre est traduit dans la collection Série noire en 1980 sous le titre Double Traque. Pour Claude Mesplède et Jean-Jacques Schleret, « cet excellent roman noir est un des joyaux inconnus dont la découverte ravit le lecteur ».
Il poursuit sa carrière d'écrivain et publie plusieurs romans policiers, ainsi qu'une étude sur les pionniers du Wisconsin.

## Œuvre

### Romans
- The Hunting Shack (1980) Publié en français sous le titre Double Traque, traduction de France-Marie Watkins, Paris, Gallimard, coll. « Série noire » no 1765, 1980
- Rite of passage (1980)
- The Deer Killers (1990)
- The Violators (1991)
- Eskimo Money (1999)
- The North Shore (2006)

### Essais et biographies
- Pioneer Vigilante: The Legend of John Dietz (1998)

## Sources
- Claude Mesplède  et Jean-Jacques Schleret (Éd. rév. de: SN, voyage au bout de la Noire), Les Auteurs de la Série noire, 1945-1995, Nantes, Joseph K, coll. « Temps noir », 1996, 627 p. (ISBN 978-2-910-68611-6, OCLC 300207570), p. 282.